# Sokourala-Mahou
Sokourala-Mahou  est une localité située au nord-ouest de la Côte d'Ivoire et appartenant au département de Touba, dans la Région du Bafing. La localité de Sokourala-Mahou est un chef-lieu de commune.